# Sânbenedic
Sânbenedic (węg. Magyarszentbenedek) – wieś w Rumunii, w okręgu Alba, w gminie Fărău. W 2011 roku liczyła 267 mieszkańców.